# Indult i perdó general als catalans

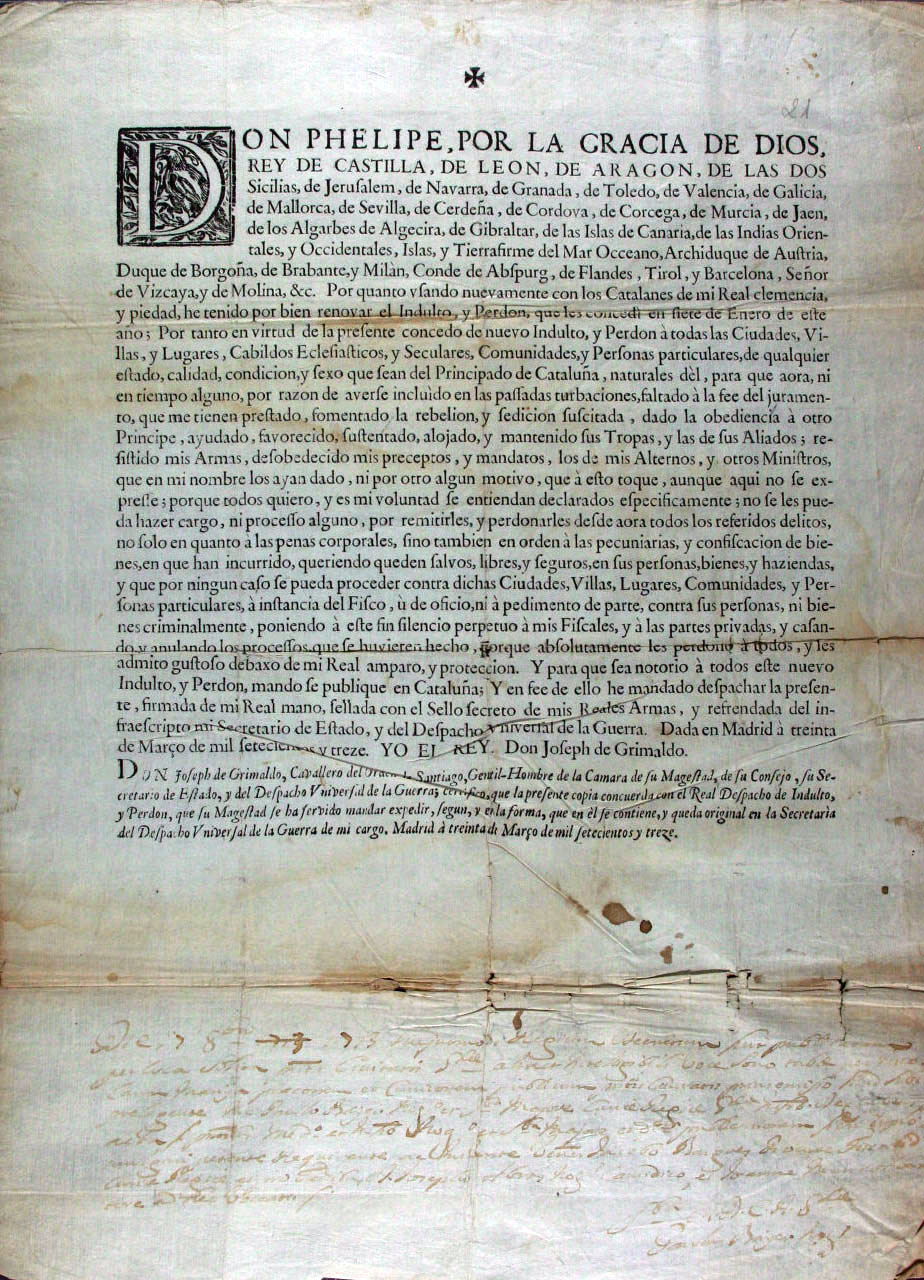
Reial decret promulgat per Felip V el 30 de març de 1713 pel que va concedir indult i perdó general als catalans per la rebel·lió austriacista de 1705.

L'Indult i perdó general als catalans va ser el Reial decret promulgat per Felip V el 30 de març de 1713 pel que va concedir indult i perdó general a tots els catalans per la rebel·lió austriacista de 1705.

## Context
En el marc dels tractats d'Utrecht (1713) que van propiciar la fi de la Guerra de Successió Espanyola, el 7 de gener de 1713 Felip V va promulgar un primer indult als catalans condicionat al fet que deposessin les armes. En aquest primer indult, redactat amb un dur llenguatge, Felip V els recriminava en primer lloc la «pertinaç continuada ceguesa amb què els naturals habitants del Principat de Catalunya subsisteixen en faltar al compliment de l'obligació de vassalls meus que em tenen jurat»; després d'això continuava concedint el perdó de vides i hisendes a aquells que en el termini de dos mesos deposessin les armes, resolent que en cas contrari «quedessin declarats per rebels i reus de lesa majestat».
Mentrestant l'ambaixador espanyol a Londres el marquès de Monteleón estava negociant amb el secretari d'estat britànic Henry Bolingbroke el «cas dels catalans» i la manera d'eludir el Pacte de Gènova pel qual Anglaterra s'havia compromès a preservar les Constitucions de Catalunya fos quin fos el resultat de la guerra, un règim que Felip V rebutjava de pla mantenir. Monteleón va advertir Bolingbroke que «qualsevol referència, encara que mínima, als Furs i Privilegis serviria de continu pretext a la natural propensió dels catalans a la sedició i a eximir-se de la deguda obediència de qualsevol príncep» però Bolingbroke li va replicar que alguna cosa s'havia de fer per salvar l'honor de la reina. Monteleón es va mostrar inflexible recordant «la naturalesa dels catalans, sempre proclius a la sedició» detallant que els seus privilegis limitaven l'autoritat reial i lamentant-se de «les desgràcies que en tots temps ha patit Espanya per ells».

## Contingut
Finalment es va acordar que Felip V promulgaria un indult general i incondicional a tots els catalans perdonant enterament la rebel·lió de 1705 quan van proclamar com a monarca d'Espanya a Carles d'Àustria. El reial decret començava recordant el perdó promulgat anteriorment «Usant novament amb els catalans la meva Reial clemència i pietat he tingut per bé renovar l'Indult i Perdó que els vaig concedir el set de gener d'aquest any». Continuava promulgant que «en virtut de la present concedeixo de nou Indult i Perdó a totes les ciutats, viles i llocs, capítols eclesiàstics i seculars, comunitats i persones particulars, de qualsevol estat, qualitat, condició i sexe que siguin del Principat de Catalunya» detallant tots els crims que quedaven perdonats:
| « | perquè ara ni en temps algun, per raó d'haver-se inclòs en les passades torbacions faltant a la fe del jurament que em tenen prestat, fomentat la rebel·lió i sedició suscitada, donant l'obediència a un altre Príncep, ajudat, afavorit, sustentat, allotjat i mantingut les seves tropes i les dels seus aliats, resistit les meves Armes, desobeït els meus preceptes i manaments, els dels meus alterns i altres ministres que en nom meu els hagin donat, ni per un altre algun motiu que a això toc encara que aquí no s'expressi. | » |

i ordenant que «no se'ls pot fer càrrec ni cap procés per remetre'ls i perdonar-los des d'ara tots els referits delictes». Continuava detallant que tampoc hi hauria cap càrrec sobre les hisendes ni béns «posant a aquesta finalitat silenci perpetu als meus fiscals ia les parts privades, i casant i anul·lant els processos que s'hagin fet». Concloïa recordant novament que:
| « | absolutament els perdono a tots i els admeto gustós sota la meva Reial empara i protecció. | » |

El Reial decret estava ratificat i sancionat pel secretari del despatx universal José de Grimaldo. Per la seva banda l'emperador Carles d'Àustria havia proposat als anglesos que, almenys, s'erigissin al Principat de Catalunya en una república neutral sota la protecció d'Anglaterra, el que els permetria complir amb el Pacte de Gènova. Però el secretari d'estat Henry Bolingbroke s'havia oposat rotundament afirmant que «el mantenir les Llibertats Catalanes, no és d'interès per a Anglaterra», i havia comminat l'emperador que evacués la totalitat de les seves tropes de Catalunya i la seva dona de Barcelona. Sense res amb el que negociar per retenir els seus drets a Espanya, o una part d'ella, l'emperador Carles d'Àustria va acabar signant el 14 de març el «Conveni per a l'evacuació de Catalunya» retirant les seves tropes d'Espanya. Les tropes borbòniques avançaren sense cap oposició obtinguent de totes les ciutats i viles de Catalunya l'obediència a Felip V, llevat de la ciutat de Barcelona.